# 双声
双声是汉语音韵学中的一个术语。指两个不同的汉字具有声母相同的关系。在古代汉语中，双声的词非常多。
绝大多数时候，要考察两个字是否双声，两个字必须要同在某一特定的历史时期。比如“匍匐”，在现代汉语中声母分别是p (ㄆ)和f (ㄈ)，两字不双声；在上古汉语和中古汉语中，“匍”和“匐”都属並母，两字双声。

## 双声词
两个字具有双声关系的双音节词，则称为双声词。例如“彷彿”，“蜘蛛”，“永远”等在现代汉语中都是双声词。「双声」這個詞本身亦是双声詞。
“彷彿”的声母都是f (ㄈ)；
“蜘蛛”的声母都是zh (ㄓ)；
“永远”的声母都是y (ㄩ)。

## 双声语
双声语指用两两双声的字说话。六朝人常用这种方法相互戏谑。
《洛阳伽蓝记》：“陇西李元谦能双声语，尝经郭文远宅。问曰：‘是谁宅第？’婢春风曰：‘郭冠军家。’元谦曰： ‘凡婢双声。’春风曰：‘狞奴谩骂。’”
这里，“是谁”（禅母）、“宅第”（澄母、定母，古无舌上）、“郭冠”、“军家”（见母）、“凡婢”（奉母、並母，古无轻唇）、“双声”（审母）、“狞奴”（娘母、泥母，娘日归泥）、“谩骂”（明母）都是双声。
《南史·卷三十六》：“江夏王义恭尝设斋，使戎布床，须臾王出，以床狭，乃自开床。戎曰：‘官家恨狭，更广八分。’王笑曰：‘卿岂唯善双声，乃辩士也。’文帝好与玄保棋，尝中使至，玄保曰：‘今日上何召我邪？’戎曰：‘金沟清泚，铜池摇扬，既佳光景，当得剧棋。’”
这里，“官家”（见母）、“恨狭”（匣母）、“更广”（见母）、“八分”（帮母、非母，古无轻唇）、“金沟”（见母）、“清泚”（清母）、“铜池”（定母、澄母，古无舌上）、“摇扬”（喻母）、“既佳”、“光景”（见母）、“当得”（端母）、“剧棋”（群母）也都是双声。
双声语又叫“体语”。因为在梵文里辅音声母称为 “体文”，所以古人称有关声母的双声语为体语。